# Willis (Kansas)
Willis és una població dels Estats Units a l'estat de Kansas. Segons el cens del 2000 tenia 69 habitants.

## Demografia
Segons el cens del 2000, Willis tenia 69 habitants, 22 habitatges, i 17 famílies. La densitat de població era de 156,7 habitants/km².
Dels 22 habitatges en un 45,5% hi vivien nens de menys de 18 anys, en un 63,6% hi vivien parelles casades, en un 9,1% dones solteres, i en un 18,2% no eren unitats familiars. En el 13,6% dels habitatges hi vivien persones soles el 4,5% de les quals corresponia a persones de 65 anys o més que vivien soles. El nombre mitjà de persones vivint en cada habitatge era de 3,14 i el nombre mitjà de persones que vivien en cada família era de 3,56.
Per edats la població es repartia de la següent manera: un 34,8% tenia menys de 18 anys, un 10,1% entre 18 i 24, un 30,4% entre 25 i 44, un 18,8% de 45 a 60 i un 5,8% 65 anys o més.
L'edat mediana era de 32 anys. Per cada 100 dones de 18 o més anys hi havia 104,5 homes.
La renda mediana per habitatge era de 28.125 $ i la renda mediana per família de 30.000 $. Els homes tenien una renda mediana de 17.188 $ mentre que les dones 17.188 $. La renda per capita de la població era de 12.592 $. Cap de les famílies i el 4,8% de la població estaven per davall del llindar de pobresa.

## Poblacions més properes
El següent diagrama mostra les poblacions més properes.